# Mirșid (gmina)
Mirșid – gmina w Rumunii, w okręgu Sălaj. Obejmuje miejscowości Firminiș, Mirșid, Moigrad-Porolissum i Popeni. W 2011 roku liczyła 2159 mieszkańców.